# Барон (Висконсин)
Барон (енгл. Barron) град је у америчкој савезној држави Висконсин.

## Демографија
По попису из 2010. године број становника је 3.423, што је 175 (5,4%) становника више него 2000. године.
| Група             | 2000.         | 2010.         |
| Белци             | 3.127 (96,3%) | 2.928 (85,5%) |
| Афроамериканци    | 20 (0,6%)     | 301 (8,8%)    |
| Азијати           | 8 (0,2%)      | 25 (0,7%)     |
| Хиспаноамериканци | 61 (1,9%)     | 103 (3,0%)    |
| Укупно            | 3.248         | 3.423         |